# Anagram
Anagram è un romanzo poliziesco scritto da Ed McBain nel 2004 e pubblicato postumo in Italia nel marzo 2010. Penultimo della serie dell'87º Distretto che si interromperà per l'intervenuta morte dell'autore avvenuta nel 2005.

## Trama
Ritorna sulla scena in questo romanzo il Sordo, il criminale già comparso nel romanzo Misfatti, che il lettore aveva lasciato gravemente ferito da una donna sua complice in un ben riuscito colpo, ma che alla fine l'aveva tradito.
Dopo aver recuperato parte del bottino e vendicatosi della sua ex socia, il Sordo progetta un nuovo piano e per beffare l'87º distretto invia a Steve Carella una serie di messaggi criptati per apparentemente informarlo sulla sua prossima rapina. Ogni giorno arrivano giochi di parole creati su le opere di Shakespeare che trasformano i detective dell'87° in critici letterari alla ricerca del significato nascosto.
Come negli altri romanzi di McBain il racconto principale si biforca in storie parallele: Steve Carella deve mandare giù, oltretutto a spese sue, il duplice matrimonio in contemporanea della madre e della sorella con individui che egli non stima; Bert Kling si tormenta per la gelosia preparando la probabile rottura con la donna di colore amata, Cotton Hawes è alle prese con cecchino da cui si salva miracolosamente per ben due volte e infine il voluminoso Ollie Weeks recupera fortunosamente il suo famoso romanzo giallo di 36 pagine.
Quando finalmente i poliziotti dell'87° riusciranno a decifrare l'ultimo anagramma che indica il furto del Sordo sarà troppo tardi, ma anche questa volta l'abile criminale non riuscirà a godersi il frutto del suo lavoro.

## Edizioni
- Ed McBain, Anagram, traduzione di Nicoletta Lamberti, Arnoldo Mondadori Editore, 2010,  p. 305, ISBN 978-88-04-56944-2.